# Garypinus
Genre
Garypinus est un genre de pseudoscorpions de la famille des Garypinidae.

## Distribution
Les espèces de ce genre se rencontrent en Asie, en Océanie, en Europe du Sud et en Afrique du Sud.

## Liste des espèces
Selon Pseudoscorpions of the World (version 3.0) :
- Garypinus afghanicus Beier, 1959
- Garypinus asper Beier, 1955
- Garypinus dimidiatus (L. Koch, 1873)
- Garypinus mirabilis With, 1907
- Garypinus nicolaii Mahnert, 1988
- Garypinus nobilis With, 1906
- † Garypinus electri Beier, 1937

## Publication originale
- Daday, 1888 : A Magyar Nemzeti Muzeum álskorpióinak áttekintése. Természetrajzi Füzetek, vol. 11, p. 111-136 & 165-192.